# Durrës Plazh
Durrës Plazh ist ein Stadtteil von Durrës und eines der Zentren des Badetourismus in Albanien.
Durrës Plazh ist das Stadtviertel 13  (lagja 13) innerhalb des Verwaltungsbezirks 5 (rajoni 5) der Stadt Durrës.

## Geographie

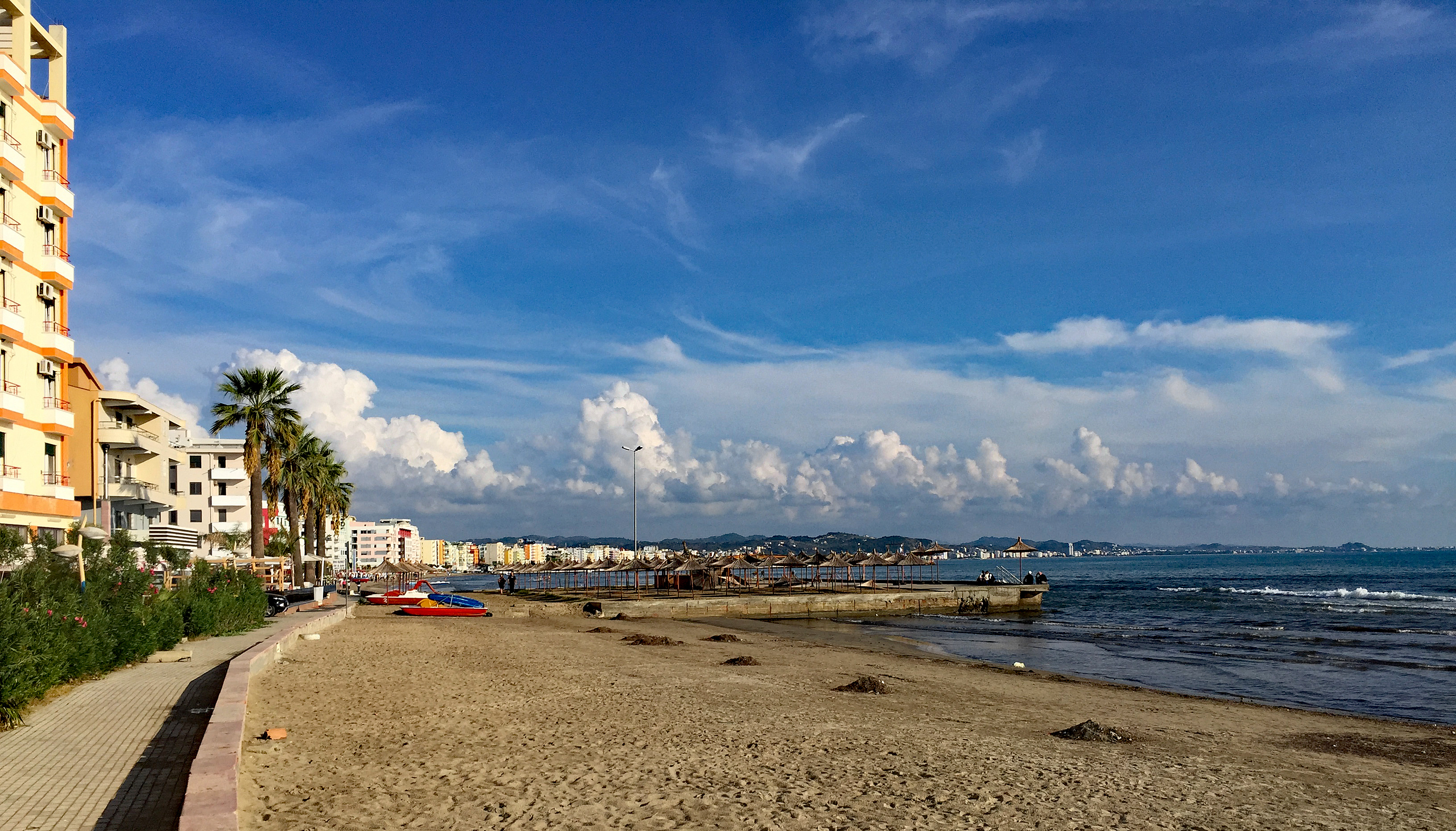
Der Strand entlang der Bucht von Durrës

Als Plazhi wird der östlich an die Stadt und den Hafen anschließende Strand (albanisch plazh) an der Bucht von Durrës bezeichnet. An den Strand schließt sich ein langgezogener Badeort mit Hotels, Apartment- und Wohnhäusern an, der im Osten von der Bahnstrecke Durrës–Peqin, die im Abstand von höchstens 500 Metern parallel zur Küste verläuft, begrenzt wird.
Der Sandstrand von Durrës entlang der Bucht hat eine Länge von rund vier Kilometern und zieht sich von der Ura e Dajlanit bis gegen Shkëmbi i Kavajës. Der dicht bebaute Stadtteil von Durrës Plazh endet bereits nach rund drei Kilometern, wo am Ufer ein abgesperrtes, von einigen Villen besetztes Areal im Staatsbesitz beginnt (Blloku). Am Ende dieser rund einen Kilometer langen Sperrzone liegt die wichtige Kreuzung Plepa, wo die städtischen Busse wenden. Südlich davon erhebt sich der Hügel Shkëmbi i Kavajës (105 m ü. A.), ein Sandsteinfelsen direkt am Ufer, der als nationales Naturdenkmal geschützt ist. Südlich vom Kavaja-Felsen folgt der Badeort Golem. Ein weiteres Areal am Strand bei Plepa, wo sich früher das NATO-Hauptquartier in Albanien befand, wird von der albanischen Armee als Urlaubsheim genutzt. Auf der anderen Seite der Gleise ist ein Überwachungszentrum der albanischen Marine untergebracht.
Im Südosten von Durrës Plazh liegt der Ort Shkallnur, im Osten Arapaj, im Nordwesten Rrashbull und im Norden Shkozet. All diese Orte in der Agglomeration Durrës sind zwischenzeitlich zu einer Siedlungsfläche zusammengewachsen.

## Tourismus
Dank seines Sandstrandes und des sehr flachen Wassers erfreut sich das gut erreichbare Durrës Plazh großer Beliebtheit für Badeurlaub. Die Ursprünge gehen auf die Zwischenkriegszeit zurück, als erste Einrichtungen gebaut wurden. In Durrës Plazh standen Hütten und kleine Villen, in denen reiche Bewohner aus Tirana die Sommermonate verbrachten, um der Hitze des Landesinneren zu entfliehen.

“[…] la bella spiaggia sabbiosa che contorna la baia di Durazzo e che in questi ultimi anni, con la construzione di numerose villette, divenuta la Durazzo Bagni, una spiaggia di moda in Albania.”

„[…] der schöne Sandstrand, welcher die Bucht von Durrës umging und welcher in den letzten Jahren durch den Bau zahlreicher kleiner Villen zu Durrës Plazj wurde, einem angesafgten Strand in Albanien.“

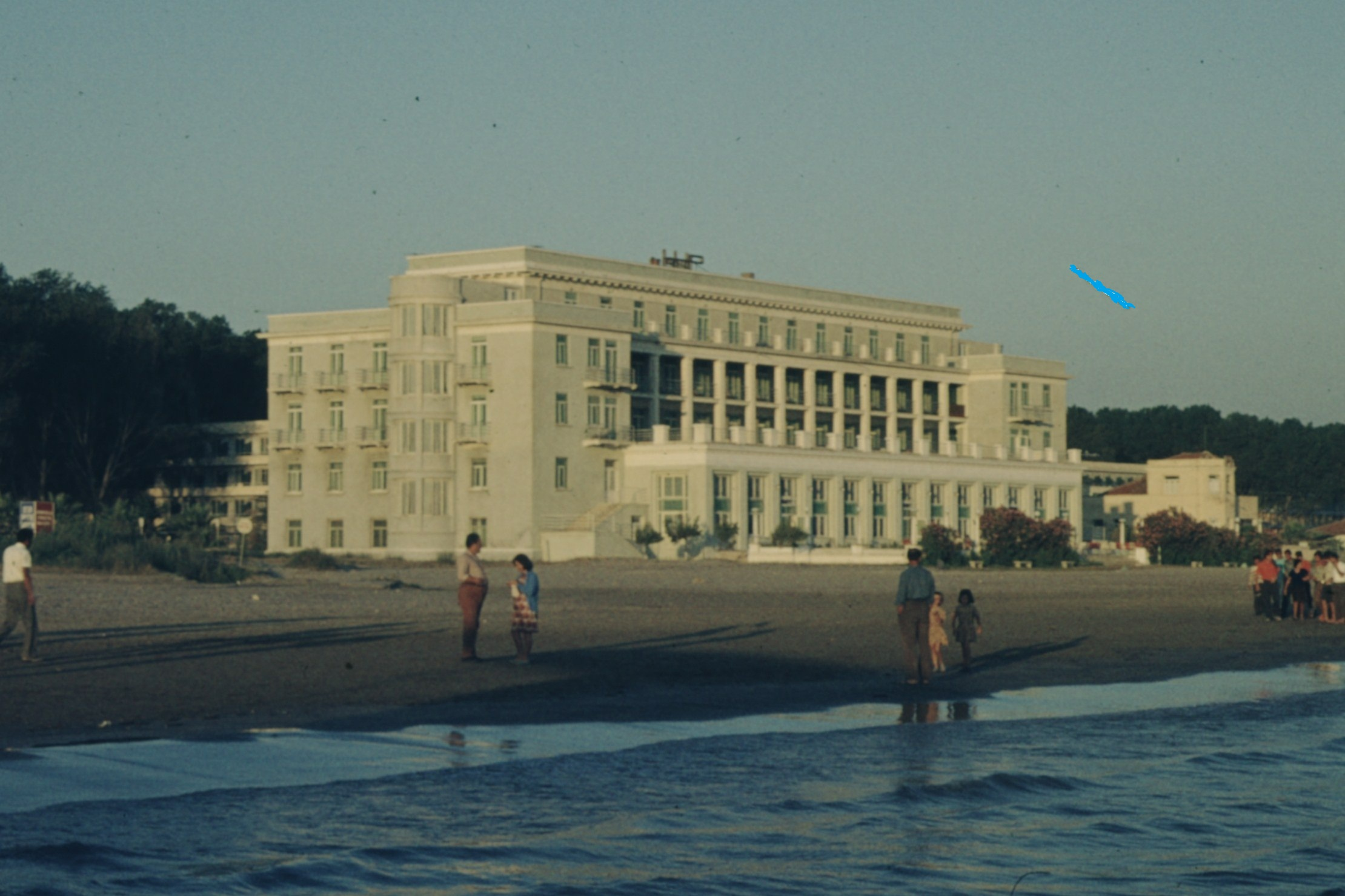
Hotel Adriatiku (1973)

Nachdem Ende der 1950er Jahre am Strand das Hotel Adriatiku (Architekt: Gani Strazimiri) und weitere Unterkünfte errichtet worden waren, hatte Durrës Plazh für viele Jahrzehnte den Rang des wichtigsten touristischen Orts Albanien eingenommen. Durrës Plazh und die ganze albanische Küste sollten zum Urlaubsparadies für Arbeiter aus der Sowjetunion und anderen Ländern des Ostblocks werden. Die Freie Deutsche Jugend (FDJ) baute in Durrës ein Lager. Es entstanden weitere Hotels, Ferienheime für Pioniere und Arbeiterheime, die nebst einfachen „Kabinen“ von albanischen Urlaubern genutzt wurden, als nach dem Bruch zwischen Hoxha und Stalin die Touristen aus den sozialistischen Ländern ausblieben. Im Adriatik wurden die wenigen West-Touristen – weniger als 20.000 pro Jahr – einquartiert, die in den 1970er und 1980er Jahren Albanien in Gruppenreisen besuchten.

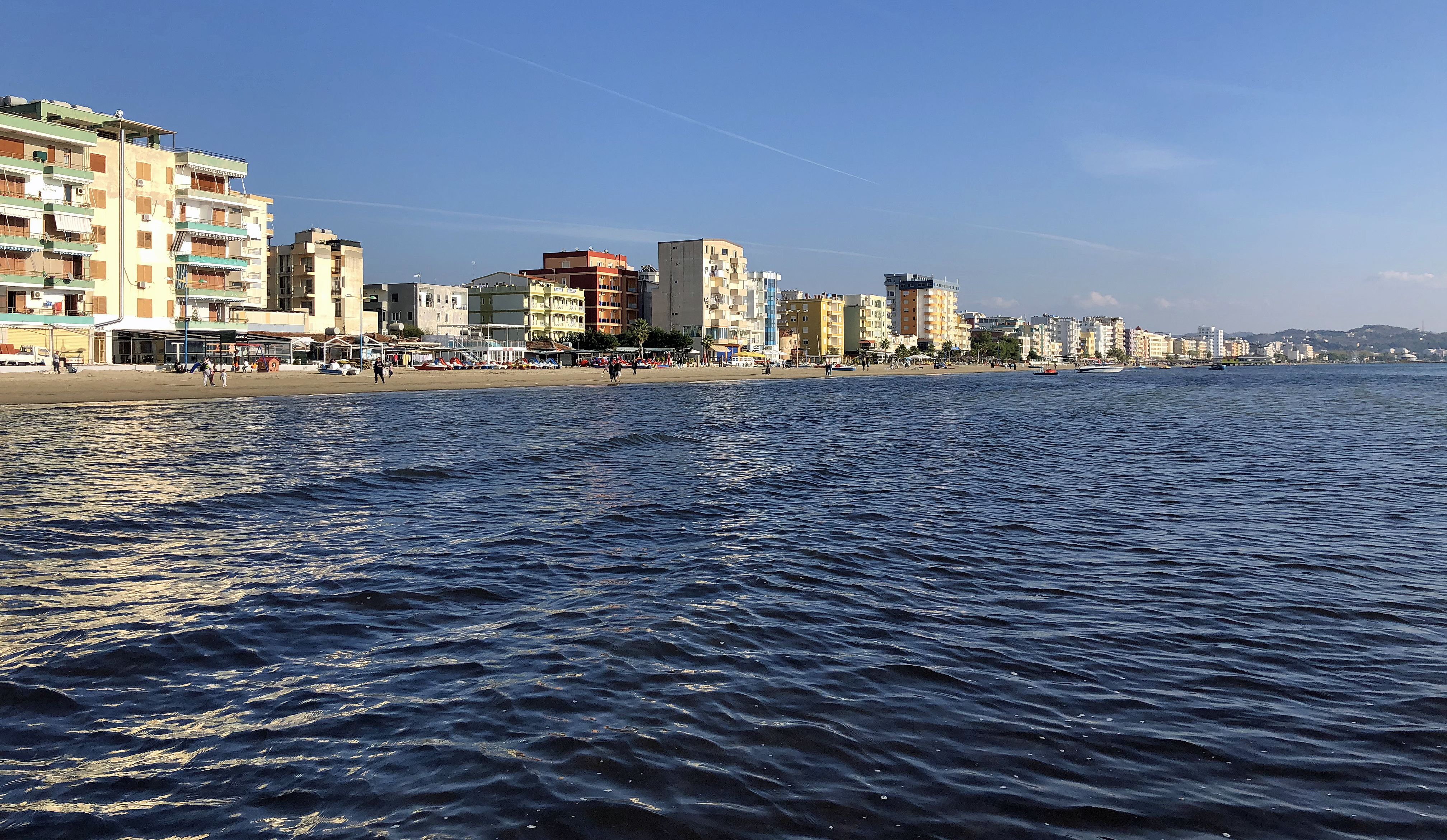
Ein sonniger November-Nachmittag in Durrës Plazh

Heute ist Durrës Plazh ein im Sommer stark belebter Badeort mit vollem Strand, der – nebst anderen Orten an der albanischen Küste – viele Touristen aus dem Ausland anzieht. Die Mehrheit sind Albaner aus dem Kosovo, weshalb viele Hotels und Gaststätten die Namen von Orten im Kosovo tragen. Dazu gesellen sich Erholungssuchende aus Tirana.
Der einst breite Strand von Durrës Plazh und Golem, der 150 bis 180 Meter breit war und vor allem im südlichen Teil von einem dichten Piniengürtel und Pappeln begleitet wurde, ist durch bauliche Aktivitäten seit dem Jahr 2000 stark beeinträchtigt worden. Die Bäume wurden großteils gefällt, Sanddünen und Teile des Strandes wurden überbaut. Der ganze Küstenbereich wurde „urbanisiert“, so dass sich heute eine geschlossene Front von mehrstöckigen Häusern ergibt. Albaner sprechen von betonizimi, der „(Zu-)Betonisierung“ der Natur.
Angaben zur Anzahl der Touristen in Durrës variieren stark. Von BIRN wurde für 2019 von 150.000 bis 200.000 Touristen während der Sommersaison gesprochen. Die Bashkia Durrës publizierte die Zahl von 600.000 Touristen. Im Jahr 2012 wurden Zahlen veröffentlicht, die von über 7000 Hotelbetten und 1,2 Millionen Touristen in Durrës – die allermeisten davon in Durrës Plazh – sprachen. Der Tourismus und der Hafen sind jedenfalls die bedeutendsten Wirtschaftszweige der Stadt.

## Verkehr

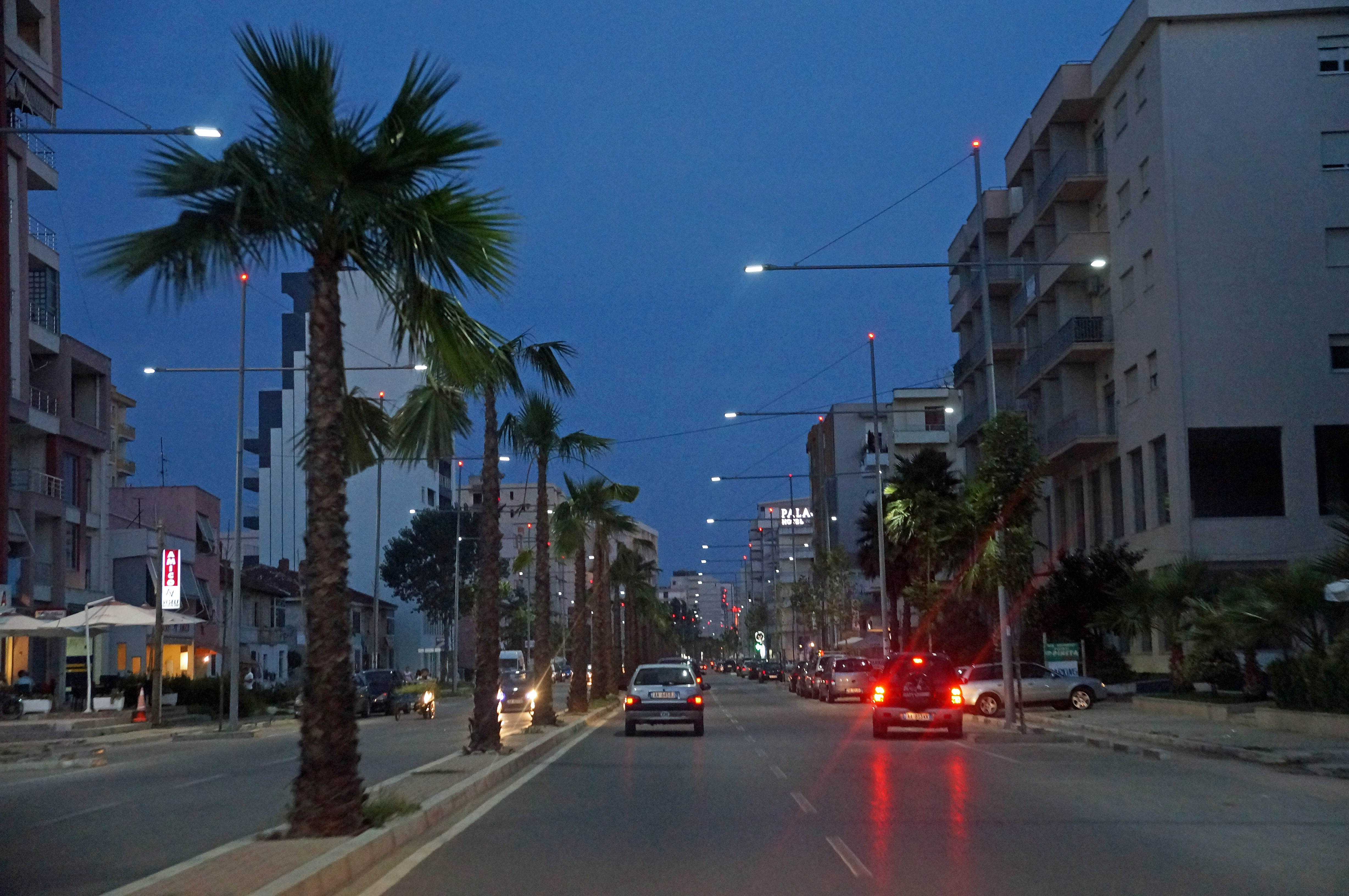
Die Rruga Pavarësia ist die Hauptstraße von Durrës Plazh

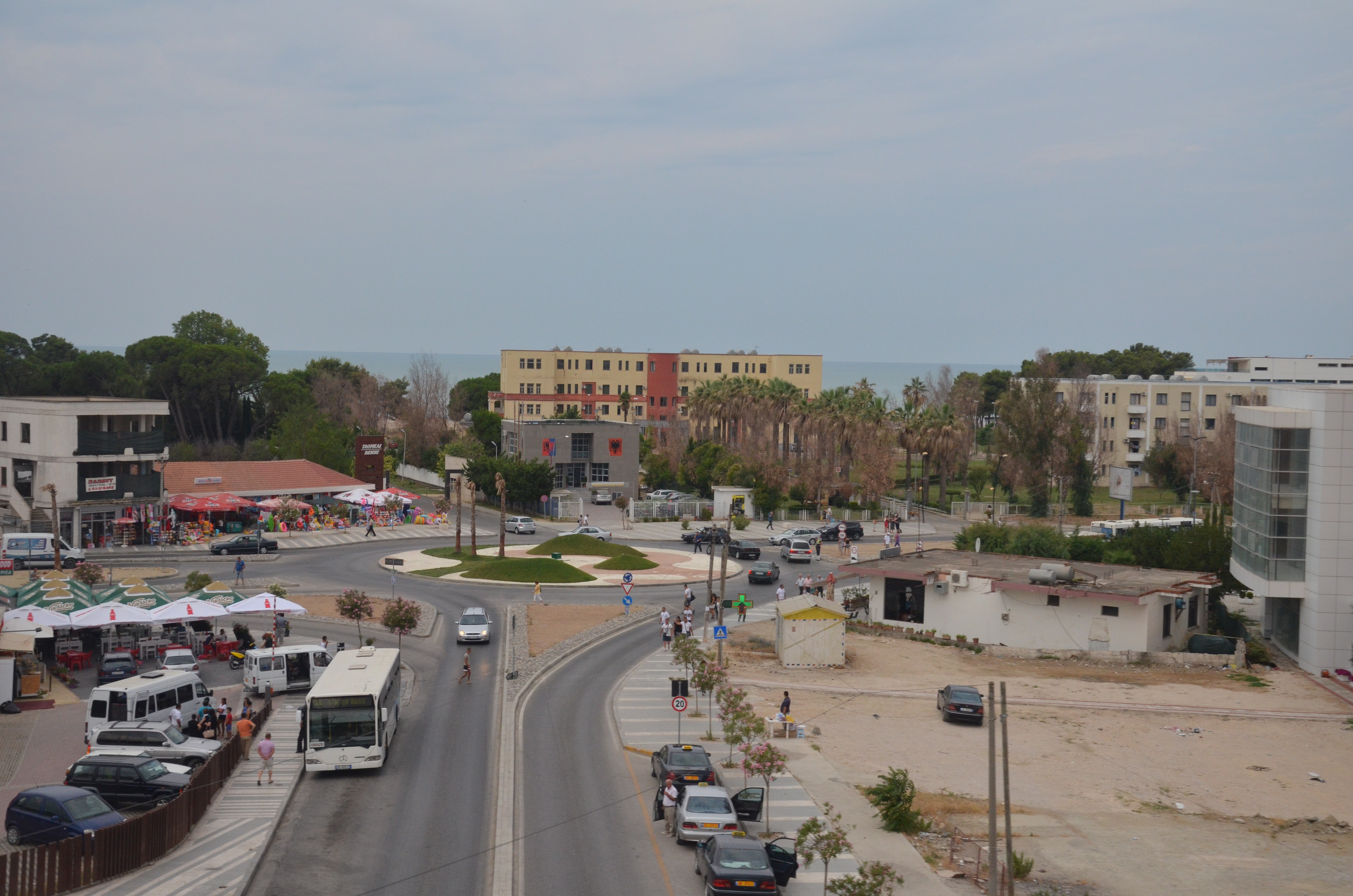
Plepa

Die Nationalstraße SH4, die Durrës mit Südalbanien und Griechenland verbindet, durchquert Durrës Plazh in der ganzen Länge. Ab Plepa nach Süden ist sie zur vierspurigen Autobahn ausgebaut. Die Umfahrungsstraße SH85 entlastet den Badeort vom Durchgangsverkehr. Eine große Brücke führt sie in Plepa über die Eisenbahngleise und die SH56, die von Plepa nach Tirana führt. Am nordwestlichen Ende von Durrës Plazh in Ura e Dajlanit endet die SH2, die Autobahn von Durrës nach Tirana.
Städtische Busse verbinden Durrës Plazh mit dem Zentrum von Durrës. In Plepa befindet sich ein Bus-Terminal für Busse, die zwischen Tirana und Südalbanien verkehren.
Der Bahnhof in Durrës Plazh der Hekurudha Shqiptare an der Bahnstrecke Durrës–Peqin wurde jahrelang nur saisonal bedient. Er wird seit 2022 aber als Endstation genutzt, da die Bahnstrecke Durrës–Tirana erneuert wird.